# Volksgemeinschaft
Volksgemeinschaft (em português "Comunidade do povo")  é um conceito promovido durante o Terceiro Reich, que defendia uma comunidade nacional da etnia alemã, com o objetivo de construir uma sociedade sem classes, baseada na pureza racial.
Esta expressão ficou popular durante a Primeira Guerra Mundial, quando os alemães se reuniram em apoio à guerra, e tinha como apelo a ideia de quebrar o elitismo e unir as pessoas sem considerar a classe social para que o propósito nacional de vencer a guerra fosse alcançado. O termo foi utilizado na política da Alemanha, tanto com fins democráticos como populistas, posteriormente o conceito foi adotada pelos nazistas e tornou-se associado unicamente a eles.